# Копьёво (село, Хакасия)
Копьёво — село в центральной части Орджоникидзевского района Хакасии, у железной дороги Абакан — Ачинск.
Село расположено на левом берегу реки Чулым. Рельеф местности — холмистый.

## История
Село основано в XVIII веке. Название произошло от фамилии богатого торговца Копьёва. По переписи 1926 года в селе насчитывалось 80 дворов и 402 жителя. В 1938 — 381 человек. Наибольший экономический подъём село переживало в 60-х — 80-х годах XX века.

## Инфраструктура

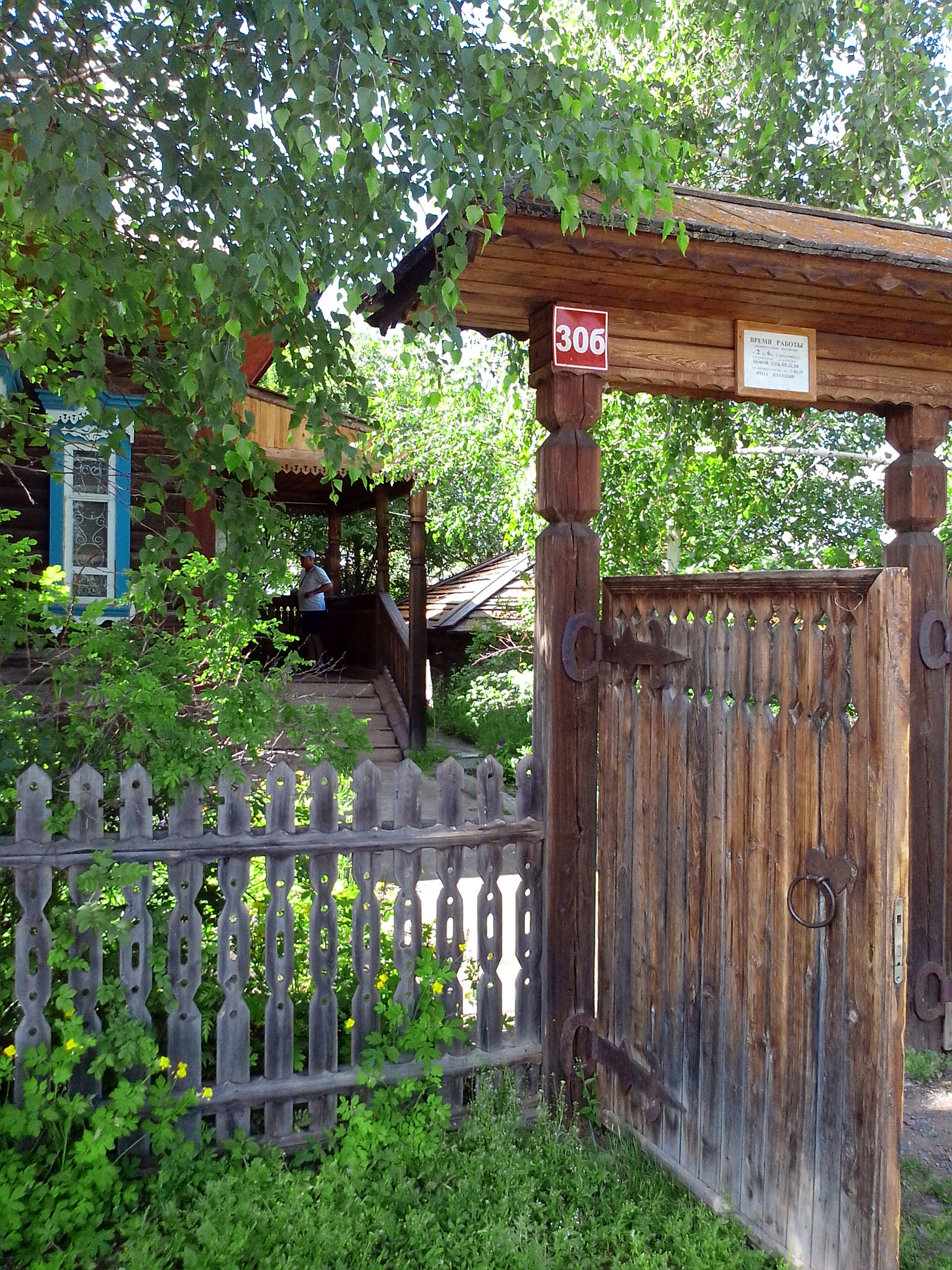
Музей в селе Копьёво

В Копьёве имеется средняя общеобразовательная школа, сельский дом культуры, обелиск воину-победителю, местный краеведческий музей.

## Население
| 2002 | 2010 |
| ---- | ---- |
| 823  | ↘721 |

Число хозяйств — 277, население — 859 человек (1 января 2004). Национальный состав: русские, хакасы, украинцы, немцы, белорусы и др.